# Amphinema modernisme
Amphinema modernisme is een hydroïdpoliep uit de familie Pandeidae. De poliep komt uit het geslacht Amphinema. Amphinema modernisme werd in 2000 voor het eerst wetenschappelijk beschreven door Bouillon, Gili, Pages & Isla. 